# Horacio Otheguy
Horacio Otheguy Riveira es un periodista nacido en Buenos Aires, Argentina en 1949. 

## Biografía
Nieto de gallegos y vascos franceses, obtuvo la nacionalidad española en 1982, cuando ya estaba integrado plenamente en el mundo cultural y periodístico español. Casado con Lidia Torres Pereira, bailarina y profesora de danza contemporánea, gimnasia para mayores y tai-chí. Padre de Mariano Otheguy Torres, músico, compositor e ingeniero naval residente en Holanda, y de Alejandro Otheguy Torres, trompetista licenciado en Comunicación Audiovisual.

## Trayectoria
Como reportero y entrevistador desarrolló una amplia actividad en prensa, colaborando con Sábado Gráfico, El Caso, Diario 16, El suplemento dominical Antena Semanal, Penthouse, El viejo topo, Tiempo de Historia, Triunfo, TVE...
Ha participado en trabajos colectivos para la producción de diccionarios y enciclopedias de la editorial Espasa Calpe.
Guionista de programas audiovisuales y autor de varias obras teatrales como No le compres un arma a Federico, estrenada en el teatro Payró de Buenos Aires en 1974, El Viaje, premio Soto Torres de Sama de Langreo, Asturias, en 1984; Para encontrar un buen lugar, versión libre de la obra de Armando Discépolo, Muñeca.
En los últimos años se ha especializado en la edición y corrección tipográfica y de estilo para varias editoriales como Editorial Bruño (libros de texto), Ediciones Gea para Editorial Elsevier (obras de medicina)... 
Desde 1997 es colaborador del Grupo Wolters Kluwer, editorial de diarios, revistas y libros de información jurídica. Periodista freelance para Suite101.net, especializado en cultura y experto en teatro. Con posterioridad se integra en la revista digital CULTURAMAS como crítico teatral primero y después como crítico y redactor jefe de la sección ESCENA. También colabora con crítica literaria.
A partir de 2011 es periodista freelance para Suite101.net, donde publica semanalmente artículos y reportajes sobre temas culturales, especializado en teatro. En la revista digital Spes Unica publica cada mes cuentos y artículos.
Desde enero de 2013 imparte el Taller Literario: El placer de escribir, donde expande con éxito una técnica muy abierta dirigida tanto a profesionales bloqueados como a gente que quiere empezar a escribir; una técnica que consiste en facilitar el lenguaje que cada uno necesita, al margen de las estrictas reglas que suelen utilizarse.

## Libros
«Mirta Miller, la mujer que no quiso ser Borbón», obra periodístico literaria acerca de la vida de la actriz Mirta Miller y su polémica relación con Alfonso de Borbón y Dampierre. Plaza & Janés, 2004.
«Un hilo de sangre», novela ganadora del III Premio de Novela Negra A sangre fría, 2019. [Ápeiron ediciones]
- Datos: Q5901956